# 20503 Адамтазі
20503 Адамтазі (20503 Adamtazi) — астероїд головного поясу, відкритий 7 вересня 1999 року.
Тіссеранів параметр щодо Юпітера — 3,251.